# なでしこリーグカップ2019
プレナスなでしこリーグカップ2019は2019年4月6日から8月3日まで行われたなでしこリーグカップである。
1部は日テレ・ベレーザが2年連続8度目の優勝、2部はセレッソ大阪堺レディースが2年ぶり2度目の優勝を果たした。

## 概要
前年に引き続いてカップ戦は、「なでしこリーグ1部」と「なでしこリーグ2部」それぞれで開催する。

## 開催方式

### なでしこリーグカップ1部
- 開催期間 2019年4月6日～8月3日
  - 予選リーグ 4月6日～7月15日
  - 準決勝：7月27日・28日
  - 決勝：8月3日
- 試合方式 2018年なでしこリーグ1部の成績を参考として次の2組に分かれて、5チームずつの2回総当たり・全10節を行い、各グループ上位2チームずつが準決勝に進出する。
  - Aグループ 日テレ・ベレーザ、ノジマステラ神奈川相模原、アルビレックス新潟レディース、AC長野パルセイロ・レディース、日体大FIELDS横浜
  - Bグループ INAC神戸レオネッサ、浦和レッドダイヤモンズ・レディース、ジェフユナイテッド市原・千葉レディース、マイナビベガルタ仙台レディース、伊賀フットボールクラブくノ一
- 賞金 優勝：500万円、準優勝：300万円　3位：50万円

### なでしこリーグカップ2部
- 開催期間 2019年4月6日～8月3日
  - 予選リーグ 4月6日～7月15日
  - 決勝 8月3日
- 試合方式 10チームを本拠地別に東西2組にわかれ、5チームずつの2回総当たり・全10節を行い、各グループ1位のチームが決勝に進出する。
  - Aグループ（東日本）ちふれASエルフェン埼玉、オルカ鴨川FC、スフィーダ世田谷FC、ニッパツ横浜FCシーガルズ、大和シルフィード
  - Bグループ（西日本）静岡産業大学磐田ボニータ、バニーズ京都SC、セレッソ大阪堺レディース、ASハリマ アルビオン、愛媛FCレディース
- 賞金 優勝：50万円

### 試合形式
- 各部共通
- 1試合90分（45分ハーフ）で行う。
- 決勝は延長戦20分（10分ハーフ）を行い、それでも決着が着かない場合はPK戦を行う。
- 選手交代は3人まで認められる。
- 下部組織チームからの選手登録は何名でも登録可能。

## 日程

### なでしこリーグカップ1部

#### グループリーグ

##### Aグループ
| 順 | チーム                       | 試 | 勝 | 分 | 敗 | 得 | 失 | 差  | 点 |
| -- | ---------------------------- | -- | -- | -- | -- | -- | -- | --- | -- |
| 1  | 日テレ・ベレーザ             | 8  | 6  | 0  | 2  | 23 | 8  | +15 | 18 |
| 2  | ノジマステラ神奈川相模原     | 8  | 4  | 3  | 1  | 19 | 9  | +10 | 15 |
| 3  | アルビレックス新潟レディース | 8  | 3  | 2  | 3  | 15 | 10 | +5  | 11 |
| 4  | AC長野パルセイロ・レディース | 8  | 2  | 2  | 4  | 8  | 18 | −10 | 8  |
| 5  | 日体大FIELDS横浜             | 8  | 1  | 1  | 6  | 5  | 25 | −20 | 4  |

最終更新は2019年7月15日の試合終了時
出典: 日本女子サッカーリーグ
順位の決定基準: 1.勝点 2.得失点差 3.総得点数 4.当該チーム間の対戦成績 5.反則ポイント 6.抽選.

| 第1節 2019年4月6日 | アルビレックス新潟レディース        | 2 - 0          | 日体大FIELDS横浜 | デンカビッグスワンスタジアム   |  |
| 13:00              | 園田瑞貴 65分 · 上尾野辺めぐみ 88分 | 公式記録 (PDF) |                  | 観客数: 584人 主審: 井脇真理子 |  |

| 第1節 2019年4月7日 | 日テレ・ベレーザ | 0 - 3          | AC長野パルセイロ・レディース                      | 味の素フィールド西が丘         |  |
| 14:00              |                  | 公式記録 (PDF) | 國澤志乃 37分 · 滝川結女 54分 · 濱本まりん 90+3分 | 観客数: 640人 主審: 朝倉みな子 |  |

| 第2節 2019年4月13日 | ノジマステラ神奈川相模原           | 2 - 1          | アルビレックス新潟レディース | 相模原ギオンスタジアム       |  |
| 13:00               | 大野忍 81分 · 田中陽子 90+3分 (PK) | 公式記録 (PDF) | 上尾野辺めぐみ 41分          | 観客数: 656人 主審: 桐原純子 |  |

| 第2節 2019年4月14日 | 日体大FIELDS横浜 | 0 - 6          | 日テレ・ベレーザ                                                  | ニッパツ三ツ沢球技場         |  |
| 13:00               |                  | 公式記録 (PDF) | 籾木結花 27分 · 田中美南 45+1分, 48分, 89分 · 菅野奏音 54分, 64分 | 観客数: 521人 主審: 山下良美 |  |

| 第3節 2019年5月25日 | 日体大FIELDS横浜 | 0 - 1          | AC長野パルセイロ・レディース | ニッパツ三ツ沢球技場           |  |
| 13:00               |                  | 公式記録 (PDF) | 滝川結女 68分                | 観客数: 343人 主審: 梶山芙紗子 |  |

| 第3節 2019年5月26日 | 日テレ・ベレーザ | 1 - 2          | ノジマステラ神奈川相模原 | 大和なでしこスタジアム       |  |
| 13:00               | 土方麻椰 60分    | 公式記録 (PDF) | 北方沙映 3分, 90分       | 観客数: 769人 主審: 兼松春奈 |  |

| 第4節 2019年6月1日 | ノジマステラ神奈川相模原                                                                    | 6 - 0          | AC長野パルセイロ・レディース | 相模原ギオンスタジアム       |  |
| 12:00              | 中野真奈美 26分 · 南野亜里沙 43分, 68分 · 櫻本尚子 64分 · 佐々木美和 85分 · 田中陽子 90+3分 | 公式記録 (PDF) |                              | 観客数: 721人 主審: 緒方実央 |  |

| 第4節 2019年6月2日 | 日テレ・ベレーザ          | 2 - 1          | アルビレックス新潟レディース | AGFフィールド                  |  |
| 12:00              | 土光真代 52分 · 56分 (OG) | 公式記録 (PDF) | 園田瑞貴 6分                 | 観客数: 726人 主審: 朝倉みな子 |  |

| 第5節 2019年6月8日 | 日体大FIELDS横浜 | 1 - 5          | ノジマステラ神奈川相模原                                                          | ニッパツ三ツ沢球技場           |  |
| 13:00              | 茨木美都葉 1分   | 公式記録 (PDF) | 大野忍 38分 · 川島はるな 53分 · 田中陽子 62分 · 北方沙映 65分 · 南野亜里沙 90+3分 | 観客数: 543人 主審: 藤田美智子 |  |

| 第5節 2019年6月9日 | アルビレックス新潟レディース | 3 - 0          | AC長野パルセイロ・レディース | 十日町市当間多目的グラウンド クロアチアピッチ |  |
| 13:00              | 園田瑞貴 21分, 47分, 64分    | 公式記録 (PDF) |                              | 観客数: 882人 主審: 兼松春奈                  |  |

| 第6節 2019年6月15日 | AC長野パルセイロ・レディース | 1 - 5          | 日テレ・ベレーザ                                            | 長野Uスタジアム                |  |
| 17:00               | 鈴木陽 35分                  | 公式記録 (PDF) | 田中美南 17分, 25分, 76分 · 宮澤ひなた 63分 · 菅野奏音 64分 | 観客数: 1,212人 主審: 草処和江 |  |

| 第6節 2019年6月16日 | 日体大FIELDS横浜 | 1 - 4          | アルビレックス新潟レディース                                           | ニッパツ三ツ沢球技場         |  |
| 13:00               | 嶋田千秋 64分    | 公式記録 (PDF) | 石淵萌実 3分 · 松原志歩 45+2分 · 大石沙弥香 61分 · 上尾野辺めぐみ 79分 | 観客数: 409人 主審: 髙橋早織 |  |

| 第7節 2019年6月23日 | アルビレックス新潟レディース | 1 - 1          | ノジマステラ神奈川相模原 | 新潟市陸上競技場               |  |
| 13:00               | 阪口萌乃 15分                | 公式記録 (PDF) | 田中萌 88分              | 観客数: 851人 主審: 梶山芙紗子 |  |

| 第7節 2019年6月23日 | 日テレ・ベレーザ                                                      | 5 - 0          | 日体大FIELDS横浜 | Shonan BMW スタジアム平塚    |  |
| 16:00               | 土光真代 28分 · 田中美南 60分, 90+2分 · 菅野奏音 73分 · 有吉佐織 76分 | 公式記録 (PDF) |                  | 観客数: 317人 主審: 小泉朝香 |  |

| 第8節 2019年6月29日 | ノジマステラ神奈川相模原 | 0 - 2          | 日テレ・ベレーザ              | 相模原ギオンスタジアム         |  |
| 17:00               |                          | 公式記録 (PDF) | 岩清水梓 81分 · 土光真代 87分 | 観客数: 1,237人 主審: 髙橋早織 |  |

| 第8節 2019年6月29日 | AC長野パルセイロ・レディース | 0 - 1          | 日体大FIELDS横浜 | 長野Uスタジアム                  |  |
| 17:00               |                              | 公式記録 (PDF) | 江﨑杏那 39分    | 観客数: 1,111人 主審: 朝倉みな子 |  |

| 第9節 2019年7月6日 | AC長野パルセイロ・レディース | 2 - 2          | アルビレックス新潟レディース           | 長野Uスタジアム                  |  |
| 17:00              | 横山久美 44分, 77分          | 公式記録 (PDF) | 上尾野辺めぐみ 37分 (PK) · 中村楓 75分 | 観客数: 1,157人 主審: 藤田美智子 |  |

| 第9節 2019年7月7日 | ノジマステラ神奈川相模原      | 2 - 2          | 日体大FIELDS横浜    | 相模原ギオンスタジアム         |  |
| 17:00              | 南野亜里沙 50分 · 大野忍 80分 | 公式記録 (PDF) | 嶋田千秋 82分, 88分 | 観客数: 604人 主審: 井脇真理子 |  |

| 第10節 2019年7月13日 | AC長野パルセイロ・レディース | 1 - 1          | ノジマステラ神奈川相模原 | 長野Uスタジアム                |  |
| 17:00                | 横山久美 85分 (PK)           | 公式記録 (PDF) | 櫻本尚子 90+1分 (PK)     | 観客数: 1,592人 主審: 桐原純子 |  |

| 第10節 2019年7月15日 | アルビレックス新潟レディース | 1 - 2          | 日テレ・ベレーザ              | 新発田市五十公野公園陸上競技場 |  |
| 16:30                | 上尾野辺めぐみ 75分          | 公式記録 (PDF) | 岩清水梓 49分 · 長谷川唯 64分 | 観客数: 1,309人 主審: 中本早紀 |  |

##### Bグループ
| 順 | チーム                                 | 試 | 勝 | 分 | 敗 | 得 | 失 | 差 | 点 |
| -- | -------------------------------------- | -- | -- | -- | -- | -- | -- | -- | -- |
| 1  | INAC神戸レオネッサ                     | 8  | 5  | 2  | 1  | 9  | 2  | +7 | 17 |
| 2  | 浦和レッドダイヤモンズ・レディース     | 8  | 3  | 3  | 2  | 8  | 8  | 0  | 12 |
| 3  | マイナビベガルタ仙台レディース         | 8  | 3  | 2  | 3  | 10 | 11 | −1 | 11 |
| 4  | 伊賀フットボールクラブくノ一           | 8  | 2  | 4  | 2  | 16 | 15 | +1 | 10 |
| 5  | ジェフユナイテッド市原・千葉レディース | 8  | 0  | 3  | 5  | 5  | 12 | −7 | 3  |

最終更新は2019年7月15日の試合終了時
出典: 日本女子サッカーリーグ
順位の決定基準: 1.勝点 2.得失点差 3.総得点数 4.当該チーム間の対戦成績 5.反則ポイント 6.抽選.

| 第1節 2019年4月7日 | マイナビベガルタ仙台レディース                                    | 4 - 2          | 伊賀フットボールクラブくノ一   | ひとめぼれスタジアム宮城     |  |
| 13:00              | 武田菜々子 28分 · 白木星 61分 · 三橋眞奈 70分 · 有町紗央里 90+1分 | 公式記録 (PDF) | 乃一綾 57分 (PK) · 森仁美 66分 | 観客数: 596人 主審: 千葉恵美 |  |

| 第1節 2019年4月7日 | INAC神戸レオネッサ | 1 - 0          | 浦和レッドダイヤモンズ・レディース | 神戸総合運動公園ユニバー記念競技場 |  |
| 13:00              | 京川舞 73分        | 公式記録 (PDF) |                                    | 観客数: 2,712人 主審: 坊薗真琴     |  |

| 第2節 2019年4月13日 | ジェフユナイテッド市原・千葉レディース | 0 - 1          | INAC神戸レオネッサ | フクダ電子アリーナ             |  |
| 14:01               |                                        | 公式記録 (PDF) | 岩渕真奈 16分      | 観客数: 1,189人 主審: 兼松春奈 |  |

| 第2節 2019年4月14日 | 伊賀フットボールクラブくノ一 | 1 - 1          | 浦和レッドダイヤモンズ・レディース | 上野運動公園競技場             |  |
| 13:00               | 松久保明梨 80分              | 公式記録 (PDF) | 長船加奈 68分                      | 観客数: 438人 主審: 梶山芙紗子 |  |

| 第3節 2019年5月26日 | マイナビベガルタ仙台レディース | 0 - 0          | ジェフユナイテッド市原・千葉レディース | 弘進ゴムアスリートパーク仙台 |  |
| 13:00               |                                | 公式記録 (PDF) |                                        | 観客数: 475人 主審: 桐原純子 |  |

| 第3節 2019年5月26日 | 伊賀フットボールクラブくノ一 | 0 - 2          | INAC神戸レオネッサ  | 上野運動公園競技場           |  |
| 13:00               |                              | 公式記録 (PDF) | 河野朱里 17分, 33分 | 観客数: 738人 主審: 草処和江 |  |

| 第4節 2019年6月1日 | 浦和レッドダイヤモンズ・レディース | 1 - 0          | ジェフユナイテッド市原・千葉レディース | 浦和駒場スタジアム           |  |
| 14:00              | 清家貴子 69分                      | 公式記録 (PDF) |                                        | 観客数: 946人 主審: 兼松春奈 |  |

| 第4節 2019年6月2日 | INAC神戸レオネッサ          | 2 - 0          | マイナビベガルタ仙台レディース | ノエビアスタジアム神戸         |  |
| 13:00              | 京川舞 66分 · 仲田歩夢 75分 | 公式記録 (PDF) |                                | 観客数: 2,766人 主審: 中本早紀 |  |

| 第5節 2019年6月8日 | ジェフユナイテッド市原・千葉レディース             | 3 - 3          | 伊賀フットボールクラブくノ一                | 第一カッターフィールド       |  |
| 14:00              | 山崎円美 24分 · 大滝麻未 41分 · 瀬戸口梢 73分 (PK) | 公式記録 (PDF) | 道上彩花 13分 · 西川明花 32分 · 乃一綾 86分 | 観客数: 407人 主審: 緒方実央 |  |

| 第5節 2019年6月9日 | マイナビベガルタ仙台レディース | 1 - 2          | 浦和レッドダイヤモンズ・レディース | かくだスポーツビレッジ内角田市陸上競技場 |  |
| 13:00              | 北原佳奈 13分                  | 公式記録 (PDF) | 安藤梢 77分, 90+2分 (PK)           | 観客数: 584人 主審: 梶山芙紗子           |  |

| 第6節 2019年6月16日 | 伊賀フットボールクラブくノ一                 | 3 - 1          | マイナビベガルタ仙台レディース | 上野運動公園競技場           |  |
| 13:00               | 西川明花 1分 · 杉田亜未 16分 · 道上彩花 56分 | 公式記録 (PDF) | 安本紗和子 52分                | 観客数: 708人 主審: 兼松春奈 |  |

| 第6節 2019年6月16日 | 浦和レッドダイヤモンズ・レディース | 0 - 2          | INAC神戸レオネッサ            | 浦和駒場スタジアム               |  |
| 14:00               |                                    | 公式記録 (PDF) | 八坂芽依 23分 · 仲田歩夢 87分 | 観客数: 1,369人 主審: 朝倉みな子 |  |

| 第7節 2019年6月23日 | INAC神戸レオネッサ | 0 - 0          | ジェフユナイテッド市原・千葉レディース | ノエビアスタジアム神戸         |  |
| 13:00               |                    | 公式記録 (PDF) |                                        | 観客数: 2,270人 主審: 髙橋早織 |  |

| 第7節 2019年6月23日 | 浦和レッドダイヤモンズ・レディース | 3 - 3          | 伊賀フットボールクラブくノ一 | 浦和駒場スタジアム           |  |
| 14:00               | 高橋はな 20分, 37分, 45+2分        | 公式記録 (PDF) | 道上彩花 4分, 6分, 27分      | 観客数: 947人 主審: 中本早紀 |  |

| 第8節 2019年6月29日 | INAC神戸レオネッサ | 1 - 1          | 伊賀フットボールクラブくノ一 | ノエビアスタジアム神戸           |  |
| 18:30               | 仲田歩夢 55分      | 公式記録 (PDF) | 森仁美 26分                  | 観客数: 2,028人 主審: 井脇真理子 |  |

| 第8節 2019年6月30日 | ジェフユナイテッド市原・千葉レディース | 2 - 3          | マイナビベガルタ仙台レディース                  | 東金アリーナ陸上競技場       |  |
| 12:00               | 瀬戸口梢 28分 (PK), 90+5分 (PK)        | 公式記録 (PDF) | 安本紗和子 31分 · 井上綾香 60分 · 坂井優紀 72分 | 観客数: 527人 主審: 千葉恵美 |  |

| 第9節 2019年7月6日 | ジェフユナイテッド市原・千葉レディース | 0 - 1          | 浦和レッドダイヤモンズ・レディース | 第一カッターフィールド       |  |
| 17:00              |                                        | 公式記録 (PDF) | 吉良知夏 3分                       | 観客数: 532人 主審: 吉澤久惠 |  |

| 第9節 2019年7月7日 | マイナビベガルタ仙台レディース | 1 - 0          | INAC神戸レオネッサ | ダイハツスタジアム             |  |
| 13:00              | 安本紗和子 90+1分 (PK)         | 公式記録 (PDF) |                    | 観客数: 1,359人 主審: 宮崎真理 |  |

| 第10節 2019年7月14日 | 浦和レッドダイヤモンズ・レディース | 0 - 0          | マイナビベガルタ仙台レディース | 浦和駒場スタジアム           |  |
| 17:00                |                                    | 公式記録 (PDF) |                                | 観客数: 984人 主審: 髙橋早織 |  |

| 第10節 2019年7月15日 | 伊賀フットボールクラブくノ一 | 3 - 0          | ジェフユナイテッド市原・千葉レディース | 三重交通G スポーツの杜 鈴鹿    |  |
| 16:00                | 道上彩花 50分, 57分, 61分    | 公式記録 (PDF) |                                        | 観客数: 701人 主審: 梶山芙紗子 |  |

#### 決勝トーナメント
|  | 準決勝                   | 準決勝             |                 |  | 決勝 | 決勝 |
|  |                          |                    |                 |  |      |      |
|  | 7月28日 AGF              |                    |                 |  |      |      |
|  | 日テレ・ベレーザ         | 3                  |                 |  |      |      |
|  | 浦和レッズレディース     | 2                  |                 |  |      |      |
|  |                          |                    | 8月3日 味フィ西 |  |      |      |
|  | 日テレ・ベレーザ(延長)   | 3                  |                 |  |      |      |
|  |                          | INAC神戸レオネッサ | 1               |  |      |      |
|  | 7月27日 大和             |                    |                 |  |      |      |
|  | ノジマステラ神奈川相模原 | 1                  |                 |  |      |      |
|  | INAC神戸レオネッサ       | 2                  |                 |  |      |      |

##### 準決勝
| 2019年7月28日 16:30 |

| 日テレ・ベレーザ                                  | 3 - 2          | 浦和レッドダイヤモンズ・レディース |
| 籾木結花 45+1分 · 宮澤ひなた 49分 · 田中美南 67分 | 公式記録 (PDF) | 南萌華 8分 · 柴田華絵 28分         |

| AGFフィールド 観客数: 1,136人 主審: 井脇真理子 |

| 2019年7月27日 16:00 |

| ノジマステラ神奈川相模原 | 1 - 2          | INAC神戸レオネッサ          |
| 中野真奈美 4分           | 公式記録 (PDF) | 京川舞 54分 · 増矢理花 67分 |

| 大和なでしこスタジアム 観客数: 716人 主審: 萩尾麻衣子 |

##### 決勝
| 2019年8月3日 18:30 |

| 日テレ・ベレーザ                      | 3 - 1 (延長)   | INAC神戸レオネッサ |
| 有吉佐織 50分 · 田中美南 105分, 110分 | 公式記録 (PDF) | 中島依美 43分      |

| 味の素フィールド西が丘 観客数: 1,426人 主審: 山下良美 |

### なでしこリーグカップ2部

#### グループリーグ

##### Aグループ
| 順 | チーム                   | 試 | 勝 | 分 | 敗 | 得 | 失 | 差  | 点 |
| -- | ------------------------ | -- | -- | -- | -- | -- | -- | --- | -- |
| 1  | ちふれASエルフェン埼玉   | 8  | 6  | 1  | 1  | 18 | 6  | +12 | 19 |
| 2  | ニッパツ横浜FCシーガルズ | 8  | 4  | 2  | 2  | 12 | 9  | +3  | 14 |
| 3  | スフィーダ世田谷FC       | 8  | 3  | 2  | 3  | 9  | 13 | −4  | 11 |
| 4  | オルカ鴨川FC             | 8  | 2  | 3  | 3  | 12 | 13 | −1  | 9  |
| 5  | 大和シルフィード         | 8  | 1  | 0  | 7  | 4  | 14 | −10 | 3  |

最終更新は2019年7月14日の試合終了時
出典: 日本女子サッカーリーグ
順位の決定基準: 1.勝点 2.得失点差 3.総得点数 4.当該チーム間の対戦成績 5.反則ポイント 6.抽選.

| 第1節 2019年4月6日 | ニッパツ横浜FCシーガルズ | 1 - 1          | スフィーダ世田谷FC | 日産フィールド小机           |  |
| 13:00              | 橘麗衣 17分              | 公式記録 (PDF) | 49分 (OG)          | 観客数: 470人 主審: 廣田奈美 |  |

| 第1節 2019年4月7日 | オルカ鴨川FC | 1 - 0          | 大和シルフィード | 鴨川市陸上競技場             |  |
| 13:00              | 浦島里紗 3分 | 公式記録 (PDF) |                  | 観客数: 514人 主審: 赤木陽美 |  |

| 第2節 2019年4月13日 | ちふれASエルフェン埼玉             | 2 - 1          | オルカ鴨川FC    | 川越運動公園陸上競技場       |  |
| 14:00               | 吉谷茜音 75分 · 上辻佑実 78分 (PK) | 公式記録 (PDF) | 正野可菜子 22分 | 観客数: 504人 主審: 草処和江 |  |

| 第2節 2019年4月14日 | 大和シルフィード            | 2 - 3          | ニッパツ横浜FCシーガルズ            | 大和なでしこスタジアム         |  |
| 13:00               | 榎谷岬 80分 · 大家梨緒 83分 | 公式記録 (PDF) | 髙橋美夕紀 22分, 23分 · 橘麗衣 30分 | 観客数: 533人 主審: 國師えりな |  |

| 第3節 2019年5月25日 | スフィーダ世田谷FC                | 2 - 0          | 大和シルフィード | AGFフィールド                |  |
| 13:30               | 片寄優 45+1分 · 安田祐美乃 90+2分 | 公式記録 (PDF) |                  | 観客数: 362人 主審: 曽根未宇 |  |

| 第3節 2019年5月26日 | ニッパツ横浜FCシーガルズ | 1 - 2          | ちふれASエルフェン埼玉            | ニッパツ三ツ沢球技場         |  |
| 13:00               | 上津原千賀 5分           | 公式記録 (PDF) | 中村ゆしか 43分 · 祐村ひかる 84分 | 観客数: 767人 主審: 中本早紀 |  |

| 第4節 2019年6月1日 | ニッパツ横浜FCシーガルズ | 1 - 1          | オルカ鴨川FC  | ニッパツ三ツ沢球技場           |  |
| 13:00              | 山本絵美 45分            | 公式記録 (PDF) | 山守杏奈 64分 | 観客数: 420人 主審: 國師えりな |  |

| 第4節 2019年6月2日 | ちふれASエルフェン埼玉                        | 4 - 1          | スフィーダ世田谷FC   | NACK5スタジアム大宮          |  |
| 14:00              | 薊理絵 48分, 81分, 90+1分 · 齊藤あかね 90+3分 | 公式記録 (PDF) | 三本紗矢香 13分 (PK) | 観客数: 410人 主審: 浦島智美 |  |

| 第5節 2019年6月9日 | オルカ鴨川FC                    | 2 - 2          | スフィーダ世田谷FC | 富津臨海陸上競技場           |  |
| 13:00              | 村岡真実 15分 · 正野可菜子 82分 | 公式記録 (PDF) | 長﨑茜 11分, 28分  | 観客数: 493人 主審: 一木千広 |  |

| 第5節 2019年6月9日 | 大和シルフィード | 0 - 4          | ちふれASエルフェン埼玉                                           | 大和なでしこスタジアム         |  |
| 13:00              |                  | 公式記録 (PDF) | 薊理絵 7分 · 祐村ひかる 61分 · 大宮玲央奈 76分 · 田嶋みのり 89分 | 観客数: 512人 主審: 清水和佳奈 |  |

| 第6節 2019年6月16日 | 大和シルフィード             | 2 - 1          | オルカ鴨川FC       | 大和なでしこスタジアム       |  |
| 13:00               | 西山春香 4分 · 市原理奈 21分 | 公式記録 (PDF) | 平田美紀 87分 (PK) | 観客数: 663人 主審: 上田千尋 |  |

| 第6節 2019年6月16日 | スフィーダ世田谷FC | 0 - 2          | ニッパツ横浜FCシーガルズ        | 駒沢オリンピック公園総合運動場陸上競技場 |  |
| 13:30               |                    | 公式記録 (PDF) | 久永望生 21分 · 髙橋美夕紀 45分 | 観客数: 689人 主審: 荒川里実             |  |

| 第7節 2019年6月22日 | ニッパツ横浜FCシーガルズ | 1 - 0          | 大和シルフィード | ニッパツ三ツ沢球技場           |  |
| 13:00               | 久永望生 35分            | 公式記録 (PDF) |                  | 観客数: 358人 主審: 伊藤実奈子 |  |

| 第7節 2019年6月23日 | オルカ鴨川FC                  | 2 - 2          | ちふれASエルフェン埼玉 | 袖ケ浦市陸上競技場             |  |
| 13:00               | 村岡真実 27分 · 鶴見綾香 73分 | 公式記録 (PDF) | 齊藤あかね 43分, 72分  | 観客数: 769人 主審: 堀川うらら |  |

| 第8節 2019年6月30日 | 大和シルフィード | 0 - 1          | スフィーダ世田谷FC | 大和なでしこスタジアム           |  |
| 13:00               |                  | 公式記録 (PDF) | 伊藤綾花 55分      | 観客数: 575人 主審: 小野田伊佐子 |  |

| 第8節 2019年6月30日 | ちふれASエルフェン埼玉 | 0 - 1          | ニッパツ横浜FCシーガルズ | 川越運動公園陸上競技場       |  |
| 14:00               |                        | 公式記録 (PDF) | 久永望生 45+1分          | 観客数: 350人 主審: 草処和江 |  |

| 第9節 2019年7月6日 | ちふれASエルフェン埼玉 | 1 - 0          | 大和シルフィード | 川越運動公園陸上競技場       |  |
| 15:00              | 中村ゆしか 12分        | 公式記録 (PDF) |                  | 観客数: 372人 主審: 柳村彩乃 |  |

| 第9節 2019年7月7日 | スフィーダ世田谷FC            | 2 - 1          | オルカ鴨川FC  | 味の素フィールド西が丘       |  |
| 15:00              | 渡辺瑞稀 61分 · 大竹麻友 76分 | 公式記録 (PDF) | 村岡真実 21分 | 観客数: 362人 主審: 草処和江 |  |

| 第10節 2019年7月14日 | オルカ鴨川FC                                  | 3 - 2          | ニッパツ横浜FCシーガルズ        | 鴨川市陸上競技場             |  |
| 14:30                | 齊藤彩花 22分 · 浦島里紗 51分 · 村岡真実 83分 | 公式記録 (PDF) | 大島瑞稀 68分 · 宮下七海 90+3分 | 観客数: 632人 主審: 千葉恵美 |  |

| 第10節 2019年7月14日 | スフィーダ世田谷FC | 0 - 3          | ちふれASエルフェン埼玉                      | 味の素フィールド西が丘       |  |
| 15:00                |                    | 公式記録 (PDF) | 木下栞 31分 · 中村ゆしか 40分 · 薊理絵 76分 | 観客数: 402人 主審: 赤木陽美 |  |

##### Bグループ
| 順 | チーム                   | 試 | 勝 | 分 | 敗 | 得 | 失 | 差  | 点 |
| -- | ------------------------ | -- | -- | -- | -- | -- | -- | --- | -- |
| 1  | セレッソ大阪堺レディース | 8  | 5  | 2  | 1  | 14 | 8  | +6  | 17 |
| 2  | ASハリマアルビオン       | 8  | 4  | 1  | 3  | 13 | 8  | +5  | 13 |
| 3  | 愛媛FCレディース         | 8  | 3  | 2  | 3  | 13 | 11 | +2  | 11 |
| 4  | バニーズ京都SC           | 8  | 2  | 3  | 3  | 11 | 11 | 0   | 9  |
| 5  | 静岡産業大学磐田ボニータ | 8  | 2  | 0  | 6  | 5  | 18 | −13 | 6  |

最終更新は2019年7月15日の試合終了時
出典: 日本女子サッカーリーグ
順位の決定基準: 1.勝点 2.得失点差 3.総得点数 4.当該チーム間の対戦成績 5.反則ポイント 6.抽選.

| 第1節 2019年4月6日 | セレッソ大阪堺レディース      | 2 - 2          | ASハリマアルビオン            | ヤンマースタジアム長居       |  |
| 13:00              | 田中智子 23分 · 矢形海優 71分 | 公式記録 (PDF) | 杉田めい 14分 · 葛馬史奈 62分 | 観客数: 559人 主審: 楠本成美 |  |

| 第1節 2019年4月7日 | 静岡産業大学磐田ボニータ | 0 - 2          | バニーズ京都SC                | 磐田スポーツ交流の里・ゆめりあ |  |
| 13:00              |                          | 公式記録 (PDF) | 松田望 51分 · 谷口木乃実 72分 | 観客数: 373人 主審: 髙橋早織   |  |

| 第2節 2019年4月13日 | 愛媛FCレディース               | 2 - 1          | セレッソ大阪堺レディース | スカイフィールド富郷           |  |
| 13:00               | 上野真実 6分 · 阿久根真奈 49分 | 公式記録 (PDF) | 林穂之香 58分            | 観客数: 262人 主審: 藤田美智子 |  |

| 第2節 2019年4月13日 | バニーズ京都SC | 1 - 0          | ASハリマアルビオン | 京都府立山城総合運動公園陸上競技場 |  |
| 14:00               | 佐藤莉奈 5分   | 公式記録 (PDF) |                    | 観客数: 229人 主審: 仲地あすか     |  |

| 第3節 2019年5月26日 | 静岡産業大学磐田ボニータ | 0 - 3          | 愛媛FCレディース                                | 磐田スポーツ交流の里・ゆめりあ   |  |
| 13:00               |                          | 公式記録 (PDF) | 桜井由衣香 22分 · 松本苑佳 67分 · 仲松叶実 90分 | 観客数: 306人 主審: 小野田伊佐子 |  |

| 第3節 2019年5月26日 | バニーズ京都SC                         | 2 - 3          | セレッソ大阪堺レディース  | 兵庫県立三木総合防災公園陸上競技場 |  |
| 19:30               | 谷口木乃実 55分 (PK) · 小川くるみ 79分 | 公式記録 (PDF) | 宝田沙織 60分, 75分, 89分 | 観客数: 162人 主審: 宮崎真理       |  |

| 第4節 2019年6月1日 | セレッソ大阪堺レディース | 1 - 0          | 静岡産業大学磐田ボニータ | 南津守さくら公園スポーツ広場 |  |
| 13:00              | 野島咲良 28分            | 公式記録 (PDF) |                          | 観客数: 408人 主審: 上田千尋 |  |

| 第4節 2019年6月1日 | ASハリマアルビオン                            | 3 - 1          | 愛媛FCレディース  | 兵庫県立三木総合防災公園陸上競技場 |  |
| 13:00              | 本多由佳 32分 · 中野里乃 67分 · 内田美鈴 80分 | 公式記録 (PDF) | 桜井由衣香 90+2分 | 観客数: 353人 主審: 楠本成美       |  |

| 第5節 2019年6月9日 | 静岡産業大学磐田ボニータ | 1 - 0          | ASハリマアルビオン | 磐田スポーツ交流の里・ゆめりあ |  |
| 13:00              | 西山芽衣 44分            | 公式記録 (PDF) |                    | 観客数: 267人 主審: 的崎睦子   |  |

| 第5節 2019年6月9日 | 愛媛FCレディース | 1 - 1          | バニーズ京都SC | 愛媛県総合運動公園球技場     |  |
| 13:00              | 濵口千夏 71分    | 公式記録 (PDF) | 佐藤莉奈 32分  | 観客数: 523人 主審: 吉澤久惠 |  |

| 第6節 2019年6月16日 | ASハリマアルビオン | 0 - 2          | セレッソ大阪堺レディース        | 五色台運動公園・アスパ五色     |  |
| 11:00               |                    | 公式記録 (PDF) | 矢形海優 69分 · 浜野まいか 89分 | 観客数: 279人 主審: 伊藤実奈子 |  |

| 第6節 2019年6月16日 | バニーズ京都SC | 1 - 2          | 静岡産業大学磐田ボニータ   | 京都市西京極総合運動公園陸上競技場兼球技場 |  |
| 14:00               | 佐藤莉奈 89分  | 公式記録 (PDF) | 塩澤優 8分 · 櫻田彩乃 23分 | 観客数: 267人 主審: 國師えりな             |  |

| 第7節 2019年6月23日 | ASハリマアルビオン            | 2 - 1          | バニーズ京都SC  | ウインク陸上競技場         |  |
| 13:00               | 新堀華波 69分 · 葛馬史奈 83分 | 公式記録 (PDF) | 中村未波 45+2分 | 観客数: 818人 主審: 横田碧 |  |

| 第7節 2019年6月23日 | セレッソ大阪堺レディース | 1 - 0          | 愛媛FCレディース | ヤンマースタジアム長居       |  |
| 14:00               | 矢形海優 20分            | 公式記録 (PDF) |                  | 観客数: 418人 主審: 一木千広 |  |

| 第8節 2019年6月29日 | 愛媛FCレディース                                                  | 4 - 1          | 静岡産業大学磐田ボニータ | 愛媛県総合運動公園球技場       |  |
| 13:00               | 山口千尋 63分 · 上野真実 74分 · 井口遥菜 81分 · 桜井由衣香 90+1分 | 公式記録 (PDF) | 山中沙織 89分            | 観客数: 212人 主審: 仲地あすか |  |

| 第8節 2019年6月30日 | セレッソ大阪堺レディース | 1 - 1          | バニーズ京都SC | J-GREEN堺S1メインフィールド  |  |
| 16:00               | 野島咲良 81分            | 公式記録 (PDF) | 谷口木乃実 7分 | 観客数: 321人 主審: 廣田奈美 |  |

| 第9節 2019年7月6日 | 愛媛FCレディース | 0 - 2          | ASハリマアルビオン           | 丸山公園陸上競技場           |  |
| 15:00              |                  | 公式記録 (PDF) | 中野里乃 9分 · 本多由佳 34分 | 観客数: 223人 主審: 曽根未宇 |  |

| 第9節 2019年7月7日 | 静岡産業大学磐田ボニータ | 1 - 3          | セレッソ大阪堺レディース                      | 磐田スポーツ交流の里・ゆめりあ |  |
| 15:00              | 平野麻美 88分            | 公式記録 (PDF) | 宝田沙織 79分 · 矢形海優 80分 · 林穂之香 82分 | 観客数: 431人 主審: 荒川里実   |  |

| 第10節 2019年7月13日 | バニーズ京都SC                  | 2 - 2          | 愛媛FCレディース              | 京都府立山城総合運動公園陸上競技場 |  |
| 14:01                | 谷口木乃実 21分 · 佐藤莉奈 80分 | 公式記録 (PDF) | 阿久根真奈 41分 · 大矢歩 75分 | 観客数: 180人 主審: 上田千尋       |  |

| 第10節 2019年7月15日 | ASハリマアルビオン                                  | 4 - 0          | 静岡産業大学磐田ボニータ | 兵庫県立三木総合防災公園陸上競技場 |  |
| 13:00                | 髙畑志帆 8分, 43分 · 代田美希 9分 · 葛馬史奈 90+4分 | 公式記録 (PDF) |                          | 観客数: 432人 主審: 小泉朝香       |  |

#### 決勝
| 2019年8月3日 15:30 |

| ちふれASエルフェン埼玉 | 1 - 2          | セレッソ大阪堺レディース |
| 薊理絵 56分            | 公式記録 (PDF) | 林穂之香 76分, 90分      |

| 味の素フィールド西が丘 観客数: 986人 主審: 兼松春奈 |

## 参考資料
- “2019シーズン大会概要”.   日本女子サッカーリーグ (2019年1月24日). 2019年3月3日閲覧。